# Phuduhudu (Dystrykt Północno-Zachodni)
Phuduhudu – wieś w Botswanie w dystrykcie Północno-Zachodnim. Według spisu ludności z 2001 roku wieś liczyła 377 mieszkańców.